# تميم الدوسري
تميم الدوسري (مواليد 4 يونيو 1989) هو لاعب كرة قدم سعودي يلعب حالياً في نادي الشرق.

## مسيرة اللاعب
كانت بداياته مع نادي النصر في الفئات السنية وأعاره النصر إلى نادي القلعة وبعد عودته من القلعة تم تنسيقه وانظم بعدها إلى نادي الشباب ولعب بعدها لأندية الشباب والشعلة و الرائد والكوكب و النهضة و الدرعية و الشرق واللواء و الشعلة.

## وصلات خارجية
- تميم الدوسري على موقع Soccerway.com (الإنجليزية)